# Edward Peter
Edward Percival "Percy" Peter (Kensington, Londres, 28 de març de 1902 - Bournemouth, setembre 1986) va ser un nedador i waterpolista anglès que va competir durant els anys 20 del segle xx.
El 1920 va prendre part en els Jocs Olímpics d'Anvers, en què disputà tres proves del programa de natació. En els 400 i els 1.500 metres lliures fou eliminat en sèries, mentre en el relleu 4 x 200 metres lliures guanyà la medalla de bronze, formant equip amb Leslie Savage, Henry Taylor i Harold Annison.
Quatre anys més tard, als Jocs de París, va disputar dues proves del programa de natació: els 400 metres lliures, on fou eliminat en sèries; i el relleu 4 x 200 metres lliures, on fou cinquè.
El 1928, a Amsterdam, disputà els tercers i darrers Jocs Olímpics. Disputà novament la prova del relleu 4 x 200 metres lliures, on fou sisè i la competició de waterpolo, on fou quart amb l'equip britànic.